# 伊鲁莱吉
伊鲁莱吉（法語：Irouléguy，法語發音：[iʁuleɡi] ⓘ）是法国大西洋比利牛斯省的一个市镇，属于巴约讷区。

## 地理
伊鲁莱吉（43°10'40"N, 1°18'1"W）面积9.38 平方千米，位于法国新阿基坦大区大西洋比利牛斯省，该省份为法国东南部省份，涵盖了贝阿恩与北巴斯克，西临大西洋比斯開灣，北至朗德省，东北接热尔省，东临上比利牛斯省，南与西班牙接壤。
与伊鲁莱吉接壤的市镇（或旧市镇、城区）包括：阿诺克斯、阿斯卡拉特、圣艾蒂安-德巴伊戈里、圣马丹达罗萨。
伊鲁莱吉的时区为UTC+01:00、UTC+02:00（夏令时）。

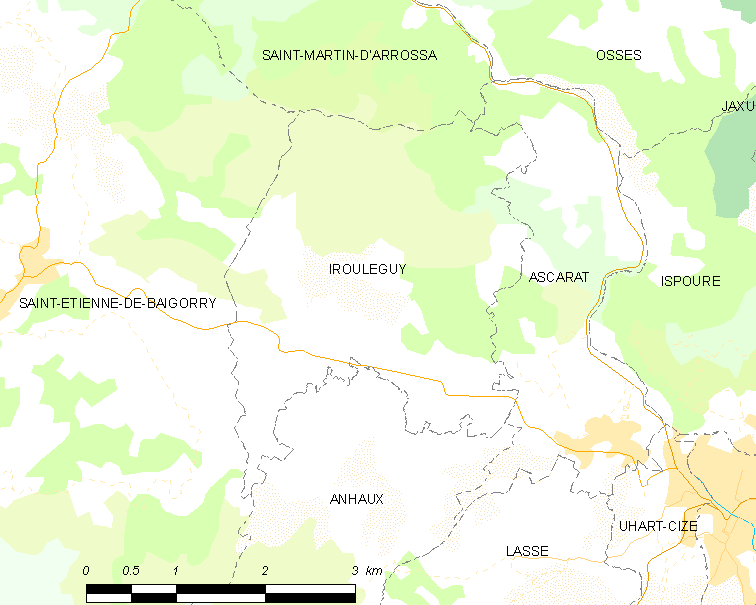
伊鲁莱吉的OSM定位图

## 行政
伊鲁莱吉的邮政编码为64220，INSEE市镇编码为64274。

## 政治
伊鲁莱吉所属的省级选区为巴斯克山地县。

## 人口

1962-2008年间伊鲁莱吉人口变化图示

伊鲁莱吉于2022年1月1日时的人口数量为366人。